# Barbara Sowa
Barbara Janina Sowa z domu Gettel pseud. „Basia” (ur. 23 czerwca 1918 w Warszawie, zm. 1 sierpnia 2024) – polska działaczka konspiracji niepodległościowej w czasie II wojny światowej, żołnierz Związku Walki Zbrojnej-Armii Krajowej, uczestniczka powstania warszawskiego.

## Życiorys
Urodziła się 23 czerwca 1918 jako córka działacza politycznego Pawła Gettela oraz Eugenii z domu Wysockiej, pracującej w Narodowym Banku Polskim. Do wybuchu II wojny światowej była studentką Szkoły Głównej Handowej w Warszawie.
25 stycznia 1940 wstąpiła do Związku Walki Zbrojnej. Działała w Sanitariacie IV Obwodu „Grzymała” (Ochota) Warszawskiego Okręgu Armii Krajowej. Podczas okupacji niemieckiej odbyła konspiracyjne kursy pielęgniarskie oraz tajną praktykę szpitalną. Podczas powstania warszawskiego była patrolową plutonu 404 w IV Obwodzie „Grzymała”, a następnie działała na terenie tzw. Reduty Kaliskiej współorganizując tymczasowy szpital w piwnicach zdobytego przez powstańców, gmachu Polskiego Monopolu Tytoniowego przy ul. Kaliskiej 1. Po upadku Ochoty, przebywała w obozie na tzw. „Zieleniaku”, skąd została skierowana do Dulagu w Pruszkowie (zbiegła w trakcie transportu i przedostała się do Milanówka).
Od listopada 1945 mieszkała we Wrocławiu. Pracowała w Pafawagu, następnie w Zakładach Energetycznych Okręgu Dolnośląskiego i Zakładzie Energetycznym Wrocław. Do emerytury prowadziła bibliotekę w Ośrodku Informacji Technicznej i Ekonomicznej.
23 czerwca 2024 obchodziła 106. urodziny. Była najstarszą żyjącą uczestniczką powstania warszawskiego. Zmarła 1 sierpnia 2024 w 80. rocznicę zrywu.
Została pochowana na cmentarzu Grabiszyńskim we Wrocławiu.

## Wybrane odznaczenia
- Krzyż Kawalerski Orderu Odrodzenia Polski (2018)
- Krzyż Armii Krajowej
- Warszawski Krzyż Powstańczy
- Medal Pro Bono Poloniae (2023)
- Odznaczenie Pamiątkowe SZŻAK „Wierni Akowskiej Przysiędze” (2023)
- Odznaka Pamiątkowa Akcji Burza
- Odznaka „Weteran Walk o Wolność i Niepodległość Ojczyzny”